# Liste der Baudenkmäler in Bastheim
Auf dieser Seite sind die Baudenkmäler in der unterfränkischen Gemeinde Bastheim zusammengestellt. Diese Tabelle ist eine Teilliste der Liste der Baudenkmäler in Bayern. Grundlage ist die Bayerische Denkmalliste, die auf Basis des Bayerischen Denkmalschutzgesetzes vom 1. Oktober 1973 erstmals erstellt wurde und seither durch das Bayerische Landesamt für Denkmalpflege geführt wird. Die folgenden Angaben ersetzen nicht die rechtsverbindliche Auskunft der Denkmalschutzbehörde.

## Ensembles

### Ensemble Ortskern Unterwaldbehrungen
Das Ensemble umfasst das Dorf in seiner Scheunenumrandung mit Zusatz der südlich unmittelbar anschließenden, in Hanglage über Kellern errichteten Reihe von Höfen. – Unterwaldbehrungen ist einem regelmäßigen Oval einbeschrieben, dessen Umriss durch die geschlossene Scheunenumrandung klar gezeichnet erscheint. Die Ortsstruktur ist fischgrätenförmig: von der leicht S-förmig geschwungenen Durchgangsstraße gehen, nach Osten besonders zahlreich, Stichgassen ab, an denen die Bauernhäuser traufseitig gereiht sind. Diese Nebengassen, Wohnhöfen ähnlich, enden an der Scheunenumrandung in kleinen, platzartigen Erweiterungen. Die Mitte der Dorfanlage bildet der in sich eingegrenzte Kirchenbezirk. Dieser klaren und selten anzutreffenden Grundrissanordnung entspricht eine noch weitgehend ungestörte Bebauung aus Wohnhäusern, Wirtschaftsgebäuden und Scheunen in der gebietsüblichen Fachwerkbauweise. Bei den vielfach verputzten Wohnhäusern sind oftmals Zierformen des 17./18. Jahrhundert zu vermuten. Umgrenzung: nördliche und östliche Ringstraße im Zuge des Scheunenrands, hintere Hofgrenzen der Anwesen Ringstraße 6-16 (gerade Nummern), westlicher Scheunenrand. Aktennummer: E-6-73-116-1.

## Baudenkmäler nach Gemeindeteilen

### Bastheim
| Lage                                                   | Objekt                                                                | Beschreibung | Akten-Nr.               | Bild           |
| ------------------------------------------------------ | --------------------------------------------------------------------- | --- | ----------------------- | -------------- |
| Aschelbach (Standort)                                  | Steinkreuz                                                            | Mit abgefasten Kanten, 17. Jahrhundert(?) | D-6-73-116-143 Wikidata | BW             |
| Auweg 1 (Standort)                                     | Ehemalige Neue Synagoge, heute Kolpinghaus                            | eingeschossiger Halbwalmdachbau, Fachwerk, verputzt, nach 1851; Anbau von 1952 | D-6-73-116-150          | BW             |
| Elsbach; Geckenauer Straße (Standort)                  | Steinbrücke über den Elsbach                                          | Zweibogig, 1727 | D-6-73-116-15 Wikidata  | weitere Bilder |
| Elsbach; Geckenauer Straße (Standort)                  | Nepomuk-Figur                                                         | | D-6-73-116-15 Wikidata  | weitere Bilder |
| Geckenauer Straße (Standort)                           | Ehemaliges Brauhaus                                                   | Eingeschossiger Steinbau, traufständig mit Satteldach, 1825 | D-6-73-116-1 Wikidata   | weitere Bilder |
| Geckenauer Straße 4, Mühltor 1 (Standort)              | Friedhof                                                              | Mit Friedhofsmauer aus Natursteinen | D-6-73-116-2 Wikidata   | weitere Bilder |
| Geckenauer Straße 4 (Standort)                         | Friedhofskreuz                                                        | In Form einer Kreuzigungsgruppe, 1891 | D-6-73-116-2 Wikidata   | weitere Bilder |
| Mühltor 1 (Standort)                                   | Kreuzweg                                                              | Im Winkel an der inneren Friedhofsmauer, Sandsteinstelen mit Dreiecksgiebeln und terrakottafarben gefassten Gipsreliefs, 1912 | D-6-73-116-2 Wikidata   | weitere Bilder |
| Hauptstraße 16; Nähe Hauptstraße (Standort)            | Bildstock                                                             | Barock, auf gedrehter Säule Reliefs, Marienkrönung und Vesperbild, seitlich Heiligenfiguren, Sandstein, 18. Jahrhundert | D-6-73-116-4 Wikidata   | weitere Bilder |
| Heiligen Häuslein; Straße nach Unterelsbach (Standort) | Bildstock                                                             | Sehr schlicht mit Flachreliefs (Kreuz am Stock und Blütenmotiv an der Rückseite des Bildhäuschens, 17. Jahrhundert) | D-6-73-116-16 Wikidata  | BW             |
| Kirchgasse (Standort)                                  | Bildstock                                                             | Spätbarock mit Trinitätsrelief, seitlich Heilige, 18. Jahrhundert | D-6-73-116-9 Wikidata   | weitere Bilder |
| Kirchgasse 2 (Standort)                                | Ehemalige Verwaltung des „Neuen Schlosses“ der Freiherrn von Bastheim | zweigeschossiger Satteldachbau mit Fachwerkobergeschoss, 1803; 1919–60 Kinderbewahranstalt | D-6-73-116-85 Wikidata  | BW             |
| Kirchgasse 4 (Standort)                                | Wappenstein                                                           | 18. Jahrhundert | D-6-73-116-6 Wikidata   | BW             |
| Kirchgasse 5 (Standort)                                | Katholische Pfarrkirche St. Sebastian                                 | Neuromanisch mit Lisenengliederung und Bogenfriesen, Saalbau mit Apsis und halbeingebautem Frontturm mit Spitzhelm, steinsichtig, Bruchstein und Haustein, bezeichnet „1868“; mit Ausstattung | D-6-73-116-8 Wikidata   | weitere Bilder |
| Kirchgasse 6, Kirchgasse 8 (Standort)                  | Bildstock                                                             | In Form eines Fluraltars, Inschriftkartusche am Altarblock, im ornamentierten rundbogigen Aufsatz Relief mit Kreuzigungsgruppe, 1854 | D-6-73-116-7 Wikidata   | weitere Bilder |
| Kirchgasse 12 (Standort)                               | Pfarrhof                                                              | Dreiflügelige Hofanlage, 1702: Pfarrhaus, dreigeschossiger Putzbau mit überstehendem Halbwalmdach, im Obergeschoss vier Wappensteine (Fürstbischof Johann Philipp von Greiffenclau-Vollraths, 1702, Herren von Thann, Herren von Bastheim, Wappen des Oberpropstes von Wechterswinkel Wilhelm Reinhard von Walderdorff +1708 - Die Jahreszahl 1902 kann nicht stimmen), erbaut 1702, Umbau 1902 | D-6-73-116-10 Wikidata  | weitere Bilder |
| Kirchgasse 12 (Standort)                               | Pfarrhof: Nördlicher Seitenflügel                                     | leicht abgerückt stehendens, eingeschossiges Nebengebäude in Bruchstein mit Walmdach | D-6-73-116-10 Wikidata  | weitere Bilder |
| Nähe Kirchgasse; Kirchgasse 12 (Standort)              | Pfarrhof: südlicher Seitenflügel                                      | leicht abgerückt stehendens, eingeschossiges Nebengebäude in Bruchstein mit Walmdach | D-6-73-116-10 Wikidata  | weitere Bilder |
| Nähe Kirchgasse; Kirchgasse 12 (Standort)              | Pfarrhof: Hofmauer                                                    | Zwischen den Seitenflügeln, Hofmauer mit durch Pfeiler mit Vasenaufsatz markiertem Hoftor | D-6-73-116-10 Wikidata  | weitere Bilder |
| Nähe Kirchgasse; Kirchgasse 12 (Standort)              | Pfarrhof: Pfarrgarten                                                 | Mit Zaun | D-6-73-116-10 Wikidata  | weitere Bilder |
| Nähe Kirchgasse; Kirchgasse 12 (Standort)              | Pfarrhof, einzeln stehende Scheune                                    | In Bruchstein mit Halbwalmdach | D-6-73-116-10 Wikidata  | weitere Bilder |
| Obergasse (Standort)                                   | Sogenannter Sebastiansbrunnen                                         | Für die „siegreichen Söhne vom Feldzuge 1870/71“, von Valentin Weidner 1897 zum goldenen Priesterjubiläum des ehemaligen Gemeindepfarrers errichtet, Inschriftsockel mit Sebastianstatue aus lothringer Kalkstein und vorgelagertem Brunnenbecken, Historismus | D-6-73-116-13 Wikidata  | weitere Bilder |
| Obergasse 1 (Standort)                                 | Pforte                                                                | Bruchsteinmauer mit spitzbogigem Sandsteingewände, bezeichnet „1702“ | D-6-73-116-11 Wikidata  | weitere Bilder |
| Obergasse 20 (Standort)                                | Wohnhaus                                                              | Zweigeschossiges, giebelständiges Fachwerkhaus mit Satteldach, 19. Jahrhundert | D-6-73-116-12 Wikidata  | weitere Bilder |
| Spielberg (Standort)                                   | Kriegerdenkmal für die Gefallenen des Ersten Weltkrieges              | In Form einer Kreuzigungsgruppe, Sandstein, 1914/18 | D-6-73-116-3 Wikidata   | weitere Bilder |
| Spielgasse 16 (Standort)                               | Pforte                                                                | Mit Vorhangbogen und profiliertem Gewände, nachgotisch, bezeichnet „1629“ | D-6-73-116-14 Wikidata  | weitere Bilder |

### Braidbach
| Lage                                                          | Objekt                                                  | Beschreibung | Akten-Nr.              | Bild           |
| ------------------------------------------------------------- | ------------------------------------------------------- | --- | ---------------------- | -------------- |
| Kirchenfeld; westlicher Ortsausgang (Standort)                | Kreuzschlepper                                          | Sandsteinfigur, 1788 | D-6-73-116-21 Wikidata | weitere Bilder |
| Oberdorf (Standort)                                           | Heiligenhäuschen                                        | An der inneren Rückwand Trinitätsrelief, an den inneren Seitenwänden Maria und Joseph, 1860                                                          | D-6-73-116-17 Wikidata | weitere Bilder |
| Oberdorf 5; Oberdorf 9 (Standort)                             | Katholische Filialkirche St. Ulrich                     | Saalbau mit östlichem Giebeldachreiter mit Spitzhelm, Rechteckchor mit Walmdach, Westportal mit geschnitzter Tür, bezeichnet „1715“; mit Ausstattung | D-6-73-116-18 Wikidata | weitere Bilder |
| Oberdorf 5; Oberdorf 9 (Standort)                             | Kirchhofmauer                                           | | D-6-73-116-18 Wikidata | weitere Bilder |
| Oberdorf 5; Oberdorf 9 (Standort)                             | Kriegerdenkmal für die Gefallenen des Ersten Weltkriegs | Mit Vesperbild, um 1920 | D-6-73-116-18 Wikidata | BW             |
| Oberdorf 6 (Standort)                                         | Bauernhaus                                              | Zweigeschossiges Fachwerkhaus mit Satteldach, Zierfachwerk, 17. Jahrhundert                                                                          | D-6-73-116-80 Wikidata | weitere Bilder |
| Rothenrain; Straßengabelung nach Rödles/Reyersbach (Standort) | Wegkreuz                                                | Sandsteinkreuz, am Kreuzfuß Nische mit IHS-Symbol und seitlich stehenden Engeln, 1865                                                                | D-6-73-116-22 Wikidata | weitere Bilder |
| Wollbacher Straße 6 (Standort)                                | Bauernwohnhaus                                          | Zweigeschossiger giebelständiger Satteldachbau mit Fachwerkobergeschoss, Giebel mit Zierfachwerk, Satteldach, um 1700                                | D-6-73-116-20 Wikidata | weitere Bilder |

### Geckenau
| Lage                                              | Objekt                    | Beschreibung | Akten-Nr.              | Bild           |
| ------------------------------------------------- | ------------------------- | --- | ---------------------- | -------------- |
| Dorfstraße 1 (Standort)                           | Bogenbrücke               | Vierjochig, Sandstein, Ende 18. Jahrhundert | D-6-73-116-81 Wikidata | weitere Bilder |
| Dorfstraße 1; neben der Bogenbrücke (Standort)    | Ehemaliger Brunnenschacht | | D-6-73-116-81 Wikidata | weitere Bilder |
| Dorfstraße 16 (Standort)                          | Ehemalige Mühle           | Giebelständiges Wohnhaus mit Natursteinerdgeschoss und Fachwerkobergeschoss, 18. Jahrhundert                                                     | D-6-73-116-23 Wikidata | weitere Bilder |
| Dorfstraße 16 (Standort)                          | Ehemalige Mühle           | Nebengebäude auf Winkelgrundriss, 18./19. Jahrhundert                                                                                            | D-6-73-116-23 Wikidata | weitere Bilder |
| Gehäg; alte Straße nach Wechterswinkel (Standort) | Wegkreuz                  | Sandstein bezeichnet „1815“ | D-6-73-116-25 Wikidata | weitere Bilder |
| Wechterswinkeler Straße (Standort)                | Bildstock                 | Relief Beweinung unter dem Kreuz mit seitlich kniendem Stifter, an den Seiten Heiligenreliefs, Rückseite mit Stifterinschrift, bezeichnet „1617“ | D-6-73-116-24 Wikidata | weitere Bilder |

### Reyersbach
| Lage                                                    | Objekt                                                  | Beschreibung | Akten-Nr.              | Bild           |
| ------------------------------------------------------- | ------------------------------------------------------- | --- | ---------------------- | -------------- |
| Kirchentor 2 (Standort)                                 | Katholische Kuratiekirche St. Mauritius                 | Chorturmkirche, Langhaus mit Ortquaderung und hochrechteckigen Fenstern westlich abgewalmt, Westfassade mit Heiligennischen, eingezogener Chorturm, Turmabschluss mit Oktogon und Eckvasen, Turmhelm in Form einer oktogonalen klassizistischen Vase, nach Brand von 1791 neu errichtet; mit Ausstattung | D-6-73-116-26 Wikidata | weitere Bilder |
| Kirchentor 4 (Standort)                                 | Friedhofsmauer                                          | | D-6-73-116-26 Wikidata | weitere Bilder |
| Kirchentor 4 (Standort)                                 | Friedhofskreuz                                          | 1845 | D-6-73-116-26 Wikidata | weitere Bilder |
| Kirchentor 4 (Standort)                                 | Kriegerdenkmal für die Gefallenen der beiden Weltkriege | Mit Christusfigur in der Nachfolge von Thorvaldsen, um 1920 und nach 1945 | D-6-73-116-26 Wikidata | weitere Bilder |
| Nähe Schönauer Weg; Ortsausgang nach Schönau (Standort) | Flurkreuz                                               | Sandstein, bezeichnet „1859“ | D-6-73-116-27 Wikidata | BW             |

### Rödles
| Lage                                                         | Objekt                              | Beschreibung | Akten-Nr.              | Bild           |
| ------------------------------------------------------------ | ----------------------------------- | --- | ---------------------- | -------------- |
| Blumenstraße 3 (Standort)                                    | Katholische Filialkirche St. Ulrich | Chorturmkirche, Chorturm mit Spitzhelm 17. Jahrhundert, historistisches Langhaus mit Rundbogenfenstern und Satteldach 1868; mit Ausstattung | D-6-73-116-28 Wikidata | weitere Bilder |
| Blumenstraße 5 (Standort)                                    | Ehemalige Schule                    | Zweigeschossiger Sichtziegelbau mit Satteldach, Stichbogenfenstern, und Freitreppe, um 1870                                                 | D-6-73-116-84 Wikidata | weitere Bilder |
| Blumenstraße 17 (Standort)                                   | Bauernhaus                          | Zweigeschossiger giebelständiger Bau mit massivem Erdgeschoss, Obergeschoss mit Zierfachwerk, um 1600                                       | D-6-73-116-29 Wikidata | weitere Bilder |
| Blumenstraße 24, vor dem südöstlichen Ortsausgang (Standort) | Heiligenhäuschen                    | Backstein verputzt, mit Marienfigur im Giebelfeld, 18./19. Jahrhundert                                                                      | D-6-73-116-31 Wikidata | weitere Bilder |
| Lebenhaner Weg 11 (Standort)                                 | Friedhof mit Friedhofsmauer         | 19. Jahrhundert | D-6-73-116-30 Wikidata | BW             |
| Lebenhaner Weg 11 (Standort)                                 | Friedhofskreuz                      | 1856 | D-6-73-116-30 Wikidata | BW             |

### Simonshof
| Lage                                         | Objekt         | Beschreibung    | Akten-Nr.              | Bild |
| -------------------------------------------- | -------------- | --------------- | ---------------------- | ---- |
| Rebersbusch, vor dem Friedhofstor (Standort) | Kreuzschlepper | Sandstein, 1748 | D-6-73-116-32 Wikidata | BW   |

### Unterwaldbehrungen
| Lage                                                                     | Objekt                                                  | Beschreibung | Akten-Nr.               | Bild           |
| ------------------------------------------------------------------------ | ------------------------------------------------------- | --- | ----------------------- | -------------- |
| Am Dachsberg 4 (Standort)                                                | Friedhofskreuz                                          | Sockel, erste Hälfte 19. Jahrhundert, Kruzifix 19. Jahrhundert, Marienstatue, Sandstein, um 1900 | D-6-73-116-86 Wikidata  | weitere Bilder |
| Nähe Am Dachsberg, am Fuß des Dachsbergs, hinter Ringstraße 6 (Standort) | Bildstock                                               | Schlichte Säule, darüber Sattelkämpfer mit Engelskopf unter ovalem Medaillon mit Kreuzigungsgruppe in Volutenrahmung, Bildstock, 1675 | D-6-73-116-45 Wikidata  | weitere Bilder |
| Nähe Am Dachsberg (Standort)                                             | Kriegerdenkmal für die Gefallenen der beiden Weltkriege | Altarartiger Block mit Aufsatz in Formen des Art déco, Relief Engel und toter Soldat, Aufsatz mit Inschrifttafel (Gefallene des Ersten Weltkriegs), im Auszug der auferstandene Christus, 1920er Jahre, seitlich Steintafeln für die Gefallenen des Zweiten Weltkriegs | D-6-73-116-87 Wikidata  | weitere Bilder |
| Nähe Am Dachsberg (Standort)                                             | Kreuzweg                                                | 14 Stationen plus Einführungsstation mit Relief der Arma Christi am Beginn, jeweils ein Bildaufsatz (Relief) über Inschriftsockel, Station XII als Kalvarienberggruppe mit Maria und Johannes unter dem Kreuz, Sandstein, 19. Jahrhundert, renoviert 1913 und 1991     | D-6-73-116-50 Wikidata  | weitere Bilder |
| An der Kirche 3 (Standort)                                               | Wohnhaus                                                | Fachwerkbau mit Satteldach, zweigeschossig, giebelständig, 16./17. Jahrhundert, seitlicher Vorbau mit Satteldach nachträglich | D-6-73-116-33 Wikidata  | BW             |
| Nähe Behrunger Straße (Standort)                                         | Steinkreuz                                              | Am Sockel ovaler Kranz mit Inschrift „Es ist vollbracht“, am Kreuzfuß Totenschädel, erste Hälfte 19. Jahrhundert | D-6-73-116-34 Wikidata  | weitere Bilder |
| Biebrichshof 2 (Standort)                                                | Bauernhaus                                              | Zweigeschossiger fachwerksichtiger Satteldachbau auf Steinsockel, 17./18. Jahrhundert | D-6-73-116-35 Wikidata  | weitere Bilder |
| Biebrichshof 8 (Standort)                                                | Bauernhaus                                              | Zweigeschossiger Satteldachbau mit verputztem Erdgeschoss und Zierfachwerk in Obergeschoss und Giebelfeld, 17./18. Jahrhundert | D-6-73-116-36 Wikidata  | weitere Bilder |
| Göpeshof 3 (Standort)                                                    | Bauernhaus                                              | Zweigeschossiger traufständiger Satteldachbau mit Fachwerkobergeschoss, 1752 | D-6-73-116-37 Wikidata  | weitere Bilder |
| Heidweg (Standort)                                                       | Kreuzschlepper                                          | Sandstein, reiche Rocaillenornamentik am Stock, 1794 | D-6-73-116-47 Wikidata  | weitere Bilder |
| Dachsberg (Standort)                                                     | Kapelle                                                 | Massiver Satteldachbau mit offenem Rundbogen zur kurzen Vorhalle, 17./18. Jahrhundert | D-6-73-116-51 Wikidata  | weitere Bilder |
| Laurenziusstraße; im Ortskern (Standort)                                 | Brunnenfassung                                          | Kreisförmig gemauert, mit Allianzwappen, 17. Jahrhundert | D-6-73-116-48 Wikidata  | BW             |
| Laurenziusstraße 5 (Standort)                                            | Bauernwohnhaus                                          | Zweigeschossiger giebelständiger Fachwerkbau mit Satteldach, Erdgeschoss verputzt, Obergeschoss mit Zierfachwerk, 17. Jahrhundert | D-6-73-116-38 Wikidata  | weitere Bilder |
| Laurenziusstraße 11 (Standort)                                           | Wohnhaus                                                | traufseitiger, zweigeschossiger Satteldachbau, Fachwerk verputzt, 1559 (dendro.dat.) | D-6-73-116-91           | BW             |
| Laurenziusstraße 17 (Standort)                                           | Katholische Filialkirche St. Laurentius                 | Chorturm 15. Jahrhundert, Abschluss mit doppelter Zwiebelhaube und Laterne 1716, Langhaus mit Satteldach 1616; mit Ausstattung | D-6-73-116-40 Wikidata  | weitere Bilder |
| Laurenziusstraße 17 (Standort)                                           | Kirchhofmauer                                           | 15./16. Jahrhundert | D-6-73-116-40 Wikidata  | BW             |
| Laurenziusstraße 19 (Standort)                                           | Schule                                                  | Langgestreckter zweiteiliger Satteldachbau, historistisches Fachwerkgeschoss über hohem Steinsockel, im Kern 18. Jahrhundert, Pultdachanbauten, Anfang 20. Jahrhundert                                                                                                 | D-6-73-116-90 Wikidata  | weitere Bilder |
| Laurenziusstraße 26 (Standort)                                           | Wohnhaus                                                | Giebelständig, zweigeschossiger Fachwerkbau auf hohem Bruchsteinkeller, Satteldach, 17./18. Jahrhundert | D-6-73-116-41 Wikidata  | weitere Bilder |
| Laurenziusstraße 27 (Standort)                                           | Bauernhof über winkelförmigem Grundriss                 | Giebelständiges Fachwerkwohnhaus, zweigeschossig, 17. Jahrhundert, das Erdgeschoss im frühen 19. Jahrhundert verändert, Ökonomietrakt wohl 19. Jahrhundert | D-6-73-116-42 Wikidata  | weitere Bilder |
| Laurenziusstraße 28 (Standort)                                           | Wohnhaus                                                | Traufständiger zweigeschossiger verputzter Fachwerkbau mit vorstehendem Obergeschoss und Satteldach, 17./18. Jahrhundert | D-6-73-116-88 Wikidata  | BW             |
| Laurenziusstraße 30 (Standort)                                           | Bauernwohnhaus                                          | Zweigeschossiger Fachwerkbau, traufständig, mit Satteldach, um 1700 | D-6-73-116-89 Wikidata  | BW             |
| Laurenziusstraße 32 (Standort)                                           | Bauernhaus                                              | Traufständig, massives Erdgeschoss,Obergeschoss mit Zierfachwerk, Satteldach, 17./18. Jahrhundert | D-6-73-116-43 Wikidata  | weitere Bilder |
| Laurenziusstraße 42 (Standort)                                           | Bauernhof                                               | Wohnhaus zweigeschossig mit Sattaldach, Fachwerkbau mit vortretenden Stockwerken, 17./18. Jahrhundert | D-6-73-116-92 Wikidata  | BW             |
| Laurenziusstraße 42 (Standort)                                           | Bauernhof, Scheune                                      | Zweiteiliger Fachwerkbau mit Satteldach, wohl 18./19. Jahrhundert | D-6-73-116-92 Wikidata  | weitere Bilder |
| Ringstraße 6 (Standort)                                                  | Bauernhaus                                              | Ein- bis zweigeschossiger Putzbau mit Satteldach, 17. Jh., im vorkragenden Giebel Stuckrelief der Madonna im Strahlenkranz, um 1900 | D-6-73-116-146 Wikidata | weitere Bilder |
| Ringstraße 8 (Standort)                                                  | Bauernhof: Wohnhaus                                     | zweigeschossiger, giebelständiger Satteldachbau mit Fachwerkobergeschoss, 17. Jahrhundert | D-6-73-116-46 Wikidata  | weitere Bilder |
| Nähe Ringstraße (Standort)                                               | Bauernhof: Scheune                                      | Bruchstein und Fachwerk, mit verbrettertem Filialgiebel, 19. Jahrhundert, Erweiterung 2. Hälfte 19. Jh. | D-6-73-116-46 Wikidata  | weitere Bilder |
| Ringstraße 40; neben dem Feuerwehrhaus (Standort)                        | Bildstock                                               | Trinitätsrelief, bezeichnet „1803“ | D-6-73-116-49 Wikidata  | BW             |
| Unterelsbacher Straße; Ortsausgang nach Simonshof (Standort)             | Bildstock                                               | Hauptrelief mit Kreuzigungsgruppe, seitlich St. Michael und St. Laurentius, Rückseite mit Arma Christi, 1670 | D-6-73-116-53 Wikidata  | weitere Bilder |

### Wechterswinkel
| Lage                                                            | Objekt                                                                                  | Beschreibung | Akten-Nr.              | Bild           |
| --------------------------------------------------------------- | --------------------------------------------------------------------------------------- | --- | ---------------------- | -------------- |
| Adelsbaum; neuer Wollbacher Weg (Standort)                      | Bildstock                                                                               | Reliefs: Marienkrönungsrelief (stark verwittert) und Kreuzigungsgruppe, seitlich weibliche Heilige, um 1750 | D-6-73-116-78 Wikidata | BW             |
| Balzergasse 2 (Standort)                                        | Doppelscheune                                                                           | Bruchsteinbau mit Halbwalmdach, 18. Jahrhundert | D-6-73-116-94 Wikidata | weitere Bilder |
| Klosterstraße, vor Nr. 14 (Standort)                            | Brunnen                                                                                 | In Formen des Empire, um 1790 | D-6-73-116-69 Wikidata | weitere Bilder |
| Klosterstraße (Standort)                                        | Steinbrücke                                                                             | Dreibogig, über den Elsbach mit vier rondellartig vorspringenden Brüstungen, 1792 | D-6-73-116-73 Wikidata | weitere Bilder |
| Klosterstraße (Standort)                                        | Nepomuk-Figur                                                                           | | D-6-73-116-73 Wikidata | weitere Bilder |
| Großer Garten, Gustav-Fuchs-Teich (Standort)                    | Bildstock                                                                               | Barock mit reichem vegetabilem Volutenschmuck, Reliefs Entkleidung Christi, Maria, am Sockel bezeichnet „1662“ | D-6-73-116-77 Wikidata | BW             |
| Gustav-Fuchs-Straße 4 (Standort)                                | Scheune                                                                                 | Steinunterbau mit Fachwerkobergeschoss mit Treppengiebel, 1609; südlicher Abschluss einer Scheunenreihe auf Winkelgrundriss, vergleiche auch Klosterstraße 28/29 | D-6-73-116-54 Wikidata | weitere Bilder |
| Klosterstraße 2, 4 (Standort)                                   | Ehemaliges Klostergebäude, jetzt Doppelbauernhaus                                       | Zweigeschossig, traufständig, verputzter Massivbau mit Satteldach und Treppengiebeln, 17. Jahrhundert | D-6-73-116-57 Wikidata | weitere Bilder |
| Klosterstraße 2, 4 (Standort)                                   | Ehemaliges Klostergebäude, rückwärtig Scheune                                           | Wohl 18. Jahrhundert | D-6-73-116-57 Wikidata | weitere Bilder |
| Klosterstraße 3, 5, 7, 9, 11, Um den Bau 2, 6, 7, 10 (Standort) | Ehemaliges Zisterzienserinnenkloster St. Maria und Margareta, 1589/92 aufgelöst         | * Ehemalige Klosterkirche jetzt katholische Pfarrkirche St. Cosmas und Damian (Lage), dreischiffige Pfeilerbasilika, im Kern 12. Jahrhundert, Türmchen 1580 aufgesetzt, Haubenhelm wohl jünger, Abbruch des Chors und östlichen Teilen des Langhauses sowie Errichtung einer neuen Apsis aus alten Materialien 1811; mit Ausstattung - nach Süden anschließend die ehemaligen Klausurgebäude Westflügel (Klosterstraße 5–11), zweigeschossige Massivbauten mit Satteldach, 1472, 1793 stark verändert - Süd- und Ostflügel (Um den Bau 2 – 10), an Klosterstraße 11 östlich anschließend, zweigeschossiger Massivbau mit Rundbogentoren, ehem. Klosterscheune, 1594 über dem Konventgebäude von 1472 errichtet - ehemalige Klostermauer (Lage), 15./16. Jahrhundert, 1793 verändert | D-6-73-116-58          | BW             |
| Klosterstraße 6 (Standort)                                      | Ehemaliges Lehengericht, jetzt Bauernhaus                                               | Zweigeschossiger Massivbau, verputzt mit Eckquaderungen, Halbwalmdach, um 1800, über älterem Kern | D-6-73-116-61 Wikidata | weitere Bilder |
| Klosterstraße 8, 10 (Standort)                                  | Ehemalige Unterpropstei, jetzt Bauernhaus                                               | Zweigeschossiger Massivbau, verputzt, Halbwalmdach, im Kern 17. Jahrhundert, Wappenstein des Domdechanten Johann Hartmann von Rosenbach, drittes Viertel 17. Jahrhundert | D-6-73-116-63 Wikidata | weitere Bilder |
| Klosterstraße 11 (Standort)                                     | Ehemalige Zehntscheune                                                                  | Steinbau mit Eckquaderungen, verputzt, Halbwalmdach, 17. Jahrhundert | D-6-73-116-71 Wikidata | weitere Bilder |
| Klosterstraße 12 (Standort)                                     | Ehemalige Klostermühle, jetzt Bauernhaus                                                | Zweigeschossiger Massivbau mit geohrten Tür- und Fenstergewänden, Satteldach rückwärtig abgewalmt, 1716 | D-6-73-116-67 Wikidata | BW             |
| Klosterstraße 12 (Standort)                                     | Ehemalige Klostermühle, Nebengebäude                                                    | In der Pforte bezeichnet „1602“, hofseitig Wappenstein bezeichnet „1598“ | D-6-73-116-67 Wikidata | BW             |
| Klosterstraße 14 (Standort)                                     | Ehemalige Propstei                                                                      | Symmetrische dreiflügelige Hofanlage, mit Mansarddach, 1793: breitgelagerter zweigeschossiger Hauptbau mit Mansardwalmdach, Pilastergliederung und Wappensteinen über dem Haupteingang | D-6-73-116-68 Wikidata | weitere Bilder |
| Klosterstraße 14 (Standort)                                     | Ehemalige Propstei, südlicher Flügelbau                                                 | | D-6-73-116-68 Wikidata | weitere Bilder |
| Klosterstraße 14 (Standort)                                     | Ehemalige Propstei, nördlicher Flügelbau                                                | Auf Winkelgrundriss, eingeschossig mit Walmdach | D-6-73-116-68 Wikidata | weitere Bilder |
| Klosterstraße 14 (Standort)                                     | Ehemalige Propstei, Hoftor mit Pforte                                                   | | D-6-73-116-68 Wikidata | weitere Bilder |
| Klosterstraße 14 (Standort)                                     | Ehemalige Propstei, Hofmauer mit Nebentor                                               | | D-6-73-116-68 Wikidata | BW             |
| Klosterstraße 24; Nähe Klosterstraße (Standort)                 | Scheune                                                                                 | Steinbau mit Fachwerkteilen, Satteldach, 17. Jahrhundert | D-6-73-116-70 Wikidata | BW             |
| Klosterstraße 24; Nähe Klosterstraße (Standort)                 | Einfriedungsmauer                                                                       | Mit Wappenstein neben der Pforte | D-6-73-116-70 Wikidata | BW             |
| Nähe Gustav-Fuchs-Straße (Standort)                             | Ehemalige Klosterbrauerei                                                               | Traufständiger eingeschossiger Steinbau mit mächtigem Satteldach, 1683 | D-6-73-116-56 Wikidata | BW             |
| Nähe Gustav-Fuchs-Straße (Standort)                             | Ehemalige Klosterbrauerei, Keller                                                       | Bezeichnet „1494“ | D-6-73-116-56 Wikidata | BW             |
| Nähe Gustav-Fuchs-Straße (Standort)                             | Steinkreuz                                                                              | Am Kreuzfuß IHS-Symbol, gerahmt von Putten und Lamm Gottes, 1833 | D-6-73-116-55 Wikidata | weitere Bilder |
| Nähe Gustav-Fuchs-Straße; südlicher Ortsausgang (Standort)      | Marienkapelle                                                                           | Wegkapelle mit Marienfigur im Innern, 19. Jahrhundert | D-6-73-116-75 Wikidata | weitere Bilder |
| Um den Bau 7 (Standort)                                         | Bauernwohnhaus                                                                          | Halbwalmdachbau, eingeschossig auf hohem Keller mit einläufiger Freitreppe, 1793 | D-6-73-116-72 Wikidata | weitere Bilder |
| Um den Bau 7 (Standort)                                         | Hofmauer mit Tor, Teil der alten Klostermauer des ehemaligen Zisterzienserinnenklosters | | D-6-73-116-72 Wikidata | BW             |
| Elsbach; Krautwiesen; Wirthsleite ()                            | Bogenbrücke                                                                             | zweijochige Steinbrücke über den Elsbach, mit Eisbrechern, Ende 18. Jh. | D-6-73-116-147         |                |

### Keinem Gemeindeteil zugeordnet
| Lage        | Objekt                          | Beschreibung | Akten-Nr.     | Bild |
| ----------- | ------------------------------- | --- | ------------- | ---- |
| Kreuzweg () | Mariengrotte und Kriegerdenkmal | Tuffsteingrotte mit Gipsfigur der Muttergottes, Anfang 20. Jh., unterhalb des Tischsockels Tafel für die Gefallenen der Weltkriege, nach 1945 | D-6-73-116-95 |      |

## Ehemalige Baudenkmäler
In diesem Abschnitt sind Objekte aufgeführt, die früher einmal in der Denkmalliste eingetragen waren, jetzt aber nicht mehr. Objekte, die in anderem Zusammenhang – also z. B. als Teil eines Baudenkmals – weiter eingetragen sind, sollen hier nicht aufgeführt werden. Aktennummern in diesem Abschnitt sind ehemalige, jetzt nicht mehr gültige Aktennummern.

| Lage                                                                     | Objekt                               | Beschreibung                                                                                  | Akten-Nr.               | Bild           |
| ------------------------------------------------------------------------ | ------------------------------------ | --------------------------------------------------------------------------------------------- | ----------------------- | -------------- |
| Bastheim Leimenstraße 1 (Standort)                                       | Holzkreuz mit gefasstem Corpus       | 18./19. Jahrhundert                                                                           | D-6-73-116-5 Wikidata   | weitere Bilder |
| Simonshof Weinberg ()                                                    | Steinkreuz                           | Mit abgefasten Kanten, 17. Jahrhundert (?)                                                    | D-6-73-116-141 Wikidata |                |
| Unterwaldbehrungen Laurenziusstraße 4 (Standort)                         | Bauernhaus                           | Eingeschossiges Fachwerkhaus mit Satteldach, verputzt, um 1600                                | D-6-73-116-83 Wikidata  | BW             |
| Unterwaldbehrungen Laurenziusstraße 15 (Standort)                        | Ehemaliges Rathaus mit Lehrerwohnung | Zweigeschossiger Satteldachbau mit Fachwerkobergeschoss, und zweiläufiger Freitreppe, um 1870 | D-6-73-116-39 Wikidata  | BW             |
| Unterwaldbehrungen Weinberg (Standort)                                   | Steinkreuz                           | Mit abgefasten Kanten, 17. Jahrhundert (?)                                                    | D-6-73-116-144 Wikidata | BW             |
| Wechterswinkel Gustav-Fuchs-Straße 30 (Standort)                         | Friedhofshalle                       | 18./19. Jahrhundert                                                                           | D-6-73-116-76 Wikidata  | BW             |
| Wechterswinkel Auszug; Straßenkreuzung nach Wollbach/Unsleben (Standort) | Steinkreuz                           | Kunststein, 1822                                                                              | D-6-73-116-74 Wikidata  | BW             |
| Wechterswinkel Wirthsleite ()                                            | Grottenweg                           | Um 1790                                                                                       | D-6-73-116-79 Wikidata  |                |